# Pablito Calvo
Pablito Calvo właś. Pablo Calvo Hidalgo (ur. 16 marca 1948 w Madrycie, zm. 1 lutego 2000 w Alicante) – hiszpański aktor dziecięcy. Grał w filmach od 7 do 15 roku życia. Zadebiutował rolą Marcelino w filmie Marcelino, chleb i wino z 1955 roku. Przyczyną śmierci najprawdopodobniej był krwotok w mózgu.

## Filmografia
Źródło: Filmweb
- 1955: Marcelino, chleb i wino jako Marcelino
- 1956: Wujaszek Jacinto jako Pepote
- 1957: Anioł przeleciał nad Brooklynem jako Filipo
- 1958: Totò e Marcellino jako Marcelino
- 1960: Juanito jako Juanito
- 1961: Alerta en el cielo
- 1961: Dos años de vacaciones
- 1963: Barcos de papel